# 10124 Hemse
10124 Hemse eller 1993 FE23 är en asteroid upptäckt den 21 mars 1993 av The Uppsala-ESO Survey of Asteroids and Comets vid La Silla observatoriet. Asteroiden har fått sitt namn efter Gotlands näst största ort, Hemse.